# Asghar Zoghian
Asghar Zoghian (pers. ‏اصغر ذوقیان‎, ur. 7 listopada 1929, zm. 14 marca 2005 w Komie) – irański zapaśnik walczący w stylu klasycznym. Olimpijczyk z Tokio 1964, gdzie odpadł w eliminacjach w kategorii 78 kg.